# 埼玉女子短期大学
埼玉女子短期大学（日语：／ Saitama Joshi Tanki Daigaku *），简称埼女，是一所位于日本埼玉县日高市的私立短期大学。

## 概要

### 简介
- 学校最早可以追溯到1935年[2]。短期大学为于1989年开办[2]、由学校法人川口学园经营。招収只女学生从开办[3]。

### 历史
- 1989年 埼玉女子短期大学成立并同时设置两个学科、以下列举[2]。
  - 商学科
  - 英语科
- 1999年 校园迁址从狭山市至日高市[2]。　
  - 日文科
  - 经营科
- 2001年 英语科改编为国际交流学科[注 1]。

### 宪章
- 请参看埼玉女子短期大学的标志 （页面存档备份，存于） （日語） 2014年2月25日阅览。

## 学校环境
- 校区：在埼玉县日高市

## 历任校长
- 山冈喜久男：第一代短期大学校长[4]。
- 桾泽荣一：现在短期大学校长[5]

## 组织

### 学科
- 商学科
- 国际交流学科[注 1]

### 专科
| - 没有 |

### 业余课程
| - 没有 |

### 附属机关
| - 图书馆 |

## 相关链接
- 日本短期大学列表